# Syndrome de Lima
 Mise en garde médicale
Le syndrome de Lima correspond au fait qu'un ravisseur éprouve de l'empathie, ou même une relation fraternelle avec son ou ses otages, voire des sentiments amoureux,,. Ce n'est plus l'otage qui adhère à la cause de son geôlier, mais le ravisseur qui « éprouverait du respect, voire de l'admiration, pour son prisonnier ». C'est le syndrome inverse du syndrome de Stockholm.

## Prise d'otages de Lima
En 1996, des membres du Mouvement révolutionnaire Tupac Amaru (MRTA) effectuent une prise d'otages dans la résidence de l'ambassadeur du Japon au Pérou. Dès les premiers jours, les preneurs d'otages libèrent un grand nombre de captifs, y compris les plus précieux, en raison de la sympathie qu'ils leur inspirent. Ceux qui sont censés tuer les otages en cas d'attaque ne peuvent se résoudre à le faire lorsque la résidence est prise d'assaut par les forces militaires péruviennes.

## Culture populaire

### Musique
- Polly, du groupe Nirvana

### Films et séries
- Le monde ne suffit pas, un film de James Bond sorti en 1999, combiné avec le syndrome de Stockholm
- Des gens impitoyables, de Griffin Dunne
- Suicide Kings, de Peter O'Fallon, avec Christopher Walken
- The Town, de et avec Ben Affleck, un des braqueurs de la banque éprouve des sentiments pour la directrice, que lui et son gang kidnappent brièvement
- Flashpoint, les négociateurs de l'équipe 1 de l'escouade d'intervention d'élite implantent régulièrement le syndrome de Lima chez les preneurs d'otages (à tort nommé « syndrome de Stockholm » dans les dialogues)
- Dans un des épisodes de Flics toujours, combiné avec le syndrome de Stockholm
- La Ligne verte de Frank Darabont avec Tom Hanks
- Le manhwa Killing Stalking de l'auteur Koogi
- Dans La casa de papel d’Álex Pina, l'un des malfaiteurs, Denver, éprouve de la sympathie pouvant aller jusqu’à de l’amour pour un otage, Mónica.
- Bel Canto, pendant une prise d'otages, des liens se tissent entre prisonniers et rebelles.